# 산조르조델산니오
산조르조델산니오(이탈리아어: San Giorgio del Sannio)는 이탈리아 캄파니아주 베네벤토도의 코무네다. 나폴리로부터 북동쪽 60km 베네벤토로부터 남동쪽 9km 거리에 있다.